# Bosquerola muntanyenca de la Hispaniola
La bosquerola muntanyenca de la Hispaniola (Xenoligea montana) és un ocell de la família dels fenicofílids (Phaenicophilidae) i única espècie del gènere Xenoligea Bond, 1967.

## Hàbitat i distribució
Viu entre la malesa del bosc i matolls, a les muntanyes de la Hispaniola.